# Nakovanj
Nakovanj falu Horvátországban, Dubrovnik-Neretva megyében. Közigazgatásilag Orebićhez tartozik.

## Fekvése
Makarskától légvonalban 32 km-re délre, Dubrovnik városától légvonalban 91, közúton 125 km-re északnyugatra, a Pelješac-félsziget északnyugati részén fekszik. Két fő településrésze Gornji- (felső) és Donji- (alsó) Nakovanj.

## Története
A település első írásos említése 1335-ben történt "Nacovalda" néven. 1357-ben "Nacoualna", 1372-ben "Nachovalna" alakban szerepel. Az elnevezés eredetét illetően nincs hiteles forrás, van azonban egy legenda. Eszerint a Pelješacnak ezen a részén egykor három testvér élt, mindhárman kovácsok voltak. Egy nap elhatározták, hogy megosztoznak. Az első testvér kapta a kovácsházat, ahol tovább élhetett. Róla kapta a nevét a közeli település Kučište. A második testvér kapta a kovácstűzhelyet és azután ott lakott a róla elnevezett Viganj településen. A harmadik testvérnek az üllő jutott és a helyet ahol letelepedett ezután róla Nakovanjnak nevezték. Ezzel szemben Igor Fisković történész szerint a Nakovana, vagy Nakovani eredetileg annak a dombnak volt a neve, melyet ma Gradnak neveznek és nevét azért kapta, mert ehhez a kovácsszerszámhoz (üllő) hasonlít az alakja. Az elképzeléshez hozzá tartozik még az a tény, hogy a szomszédos, alacsonyabb dombot ma is Nakovanićnak (azaz üllőcskének) nevezik.
Nakovanj egyike a Pelješac-félsziget legrégebben lakott településeinek. A Spila na Kopinj-barlangban végzett régészeti feltárások eredményei alapján területén már nyolcezer évvel ezelőtt, az újkőkorban éltek emberek. Az itt feltárt leletek (cserép, csont, kagyló és kőtöredékek) alapján a település egy újkőkori kultúra, a nakovanji kultúra névadója lett. Az itt élt emberek kapcsolatokat tartottak fenn a szomszédos szigetek, Korčula, Vis, de a távolabbi, itáliai területek lakosságával is. A területén élő első ismert nép az illírek voltak, akik az i. e. 2. évezredben jelennek meg. A magaslatokon épített erődített településeken éltek. Településeik maradványai megtalálhatók a Pelješac-félsziget több pontján, így Nakovanj mellett a Grad nevű magaslaton és a Glava-foknál is. A Gradon állt illír település stratégiai helyzeténél fogva az egyik legnagyobb és legjelentősebb erődített település volt a Dél-Adria térségében. A római és görög kereskedelmi hajók megtámadásával lakói nagy gazdagságra tettek szert. Az illírek halottaikat kőből rakott halomsírokba temették, melyek általában szintén magaslatokon épültek. Illír halomsírok találhatók a Grad körül több helyen is. A közeli Spila-barlangban a szakemberek egy illír szentélyt is feltártak, körülötte számos cseréptöredékkel, melyek közül több itáliai, görög és más mediterrán térségből származik. A fallosz alakú sztalagmitnál az i. e. 4. századtól az 1. századig mutattak be áldozatokat. Az illírek i. e. 30-ig uralták a térséget, amikor Octavianus hadai végső győzelmet arattak felettük. A római légionáriusok a félsziget több pontján letelepedtek magukkal hozva kultúrájukat, életmódjukat, szokásaikat.
A település a középkorban is mindvégig lakott volt, 14. századtól a 18. század végéig a Raguzai Köztársasághoz tartozott. A nakovanjiak nagy vitorlásaikkal a 16. század óta híres tengerészek és kapitányok hírében álltak. 1806-ban a Raguzai Köztársaságot legyőző franciák uralma alá került, de Napóleon bukása után 1815-ben a berlini kongresszus a Habsburgoknak ítélte. A 19. századra Nakovanj a Pelješac legnagyobb és legfejlettebb települései közé tartozott. A század végére a kedvezőtlen gazdasági helyzet miatt a fejlődése leállt. 1857-ben 166, 1910-ben 130 lakosa volt. 1918-ban az új szerb-horvát-szlovén állam, majd később Jugoszlávia része lett. A Jugoszláv Királyság idejében gazdasági helyzete tovább romlott. A második világháború idején olasz csapatok szállták meg a települést, mely ellen a helyiek a partizánokhoz csatlakoztak. 1943. január 6-án az olaszok a teljes Donji Nakovanjt felégették. Még az év végén német csapatok szállták meg és teljesen elpusztították. A lakosság többségét a Sínai-félszigeten fekvő El Shatt olasz menekülttáborba, a többieket boszniai koncentrációs táborokba hurcolták, de a rátermett férfiak még időben partizánnak álltak, vagy horvát hadsereghez csatlakoztak. A háború után a szocialista Jugoszlávia része lett. Akiknek a házát a háború alatt felgyújtották, vagy egyéb módon semmisült meg Mirce, Lovište és Viganj településekre költöztek. A fiatalabbak Ausztráliára és Új Zélandra vándoroltak ki. Az 1990-es évek végére a teljes őslakosság kihalt. 1991-ben az utolsó állandó lakos is elhagyta Gornji Nakovanjt, míg Donji Nakovanjon csak egy család (a Pamić) maradt. 2011-ben a településnek mindössze 3 állandó lakosa volt. Az utolsó lakók távozásával a falu megmaradt házait fosztogatók járták végig és minden értékeset elvittek. Leginkább a régi bútorok és képek tűntek el, de ne kímélték a templomot sem, ahonnan ellopták az arany tárgyakat és a Kisboldogasszony oltárképét is.

## Népesség
| Lakosság változása | Lakosság változása | Lakosság változása | Lakosság változása | Lakosság változása | Lakosság változása | Lakosság változása | Lakosság változása | Lakosság változása | Lakosság változása | Lakosság változása | Lakosság változása | Lakosság változása | Lakosság változása | Lakosság változása | Lakosság változása |
| ------------------ | ------------------ | ------------------ | ------------------ | ------------------ | ------------------ | ------------------ | ------------------ | ------------------ | ------------------ | ------------------ | ------------------ | ------------------ | ------------------ | ------------------ | ------------------ |
| 1857               | 1869               | 1880               | 1890               | 1900               | 1910               | 1921               | 1931               | 1948               | 1953               | 1961               | 1971               | 1981               | 1991               | 2001               | 2011               |
| 166                | 150                | 166                | 133                | 162                | 130                | 131                | 270                | 78                 | 70                 | 34                 | 15                 | 20                 | 6                  | 4                  | 3                  |

## Nevezetességei
A Kisboldogasszony tiszteletére szentelt temploma 1395-ben épült román-gótikus stílusban. Felújítása 1997-ben történt.